# Xenia Stad-de Jong
Xenia Stad-de Jong (Semarang, Holland Kelet-India, 1922. március 4. – 2012. április 3.) olimpiai bajnok holland atléta, futó.

## Pályafutása
Két versenyszámban vett részt az 1948-as londoni olimpiai játékokon. Fanny Blankers-Koen, Netty Witziers-Timmer és Gerda van der Kade-Koudijs társaként megnyerte a négyszer százas váltót, továbbá egyéniben is elindult a 100 méteres síkfutás versenyében; itt azonban nem ért el nagyobb sikert.
Stad-de Jong az Európa-bajnokságokról is jegyez egy érmet, 1950-ben Brüsszelben tagja volt az ezüstérmes négyszer százas holland váltónak.